# Them
A Them északír rockegyüttes volt. A zenekar legismertebb dala a "Gloria", amely mára garázsrock himnusznak számít, és a Doors, Jimi Hendrix és Patti Smith is feldolgozták. Az együttes leginkább arról híres, hogy Van Morrison zenész itt kezdte karrierjét. 1964-ben alakultak Belfastban, és 1972-ben oszlottak fel, habár 1979-ben újból összeálltak egy rövid időre. Az eredeti felállás a következő volt: Van Morrison, Alan Henderson, Ronnie Milling, Billy Harrison és Eric Wrixon. Nevüket a hasonló (Them!) című horrorfilmről kapták. Morrison 1966-ban kilépett a zenekarból és szóló karrierbe kezdett. A Gloria a hatvankilencedik helyet szerezte meg Dave Marsh "The Heart of Rock and Soul, The 1001 Greatest Singles Ever" című könyvében, a "Mystic Eyes" pedig a 458. helyre jutott. A Rolling Stone magazin 2004-ben készült "Minden idők 500 legjobb dala" listáján a Gloria a 204. helyet szerezte meg.

## Tagok
- Van Morrison – ének, szaxofon, harmonika (1964–1966)
- Alan Henderson – basszusgitár (1964–1966, 1966–1971, 1979; 2017-ben elhunyt)
- Billy Harrison – gitár, ének (1964–1965)
- Ronnie Milling – dob (1964)
- Eric Wrixon – billentyűk (1964, 1965, 1979; 2015-ben elhunyt)
- Pat McAuley – billentyűk (1964), dob (1964–1965; 1984-ben elhunyt)
- Jackie McAuley – billentyűk (1965)
- Peter Bardens – billentyűk (1965; 2002-ben elhunyt)
- Joe Baldi – gitár (1965)
- Terry Noon – dob (1965)
- Jim Armstrong – gitár (1965–1966, 1966–1969, 1979)
- John Wilson – dob (1965)
- Dave Harvey – dob (1965–1966)
- Steve Reush – dob (1966)
- Sammy Stitt – dob (1966)
- Eric Bell – gitár (1966)
- Mike Brown – basszusgitár (1966)
- Joe Hanratty – dob (1966)
- Kenny McDowell – ének (1966–1969)
- Dave Harvey – dob (1966–1969)
- Ray Elliot – billentyűk, szaxofon, furulya (1966–1967)
- Jerry Cole – ének, gitár, ütős hangszerek (1969–1970; 2008-ban elhunyt)
- Jim Parker – gitár, ének (1970–1971)
- John Stark – dob, ének (1970–1971)
- Mel Austin – ének (1979; 2017-ben elhunyt)
- Billy Bell – dob (1979)
- Brian Scott – billentyűk, furulya (1979)

## Diszkográfia
- The Angry Young Them (1965)
- Them Again (1966)
- The Belfast Gypsies (1967)
- Now and "Them" (1968)
- Time Out! Time in for Them (1968)
- Them (1970)
- Them in Reality (1971)
- Shut Your Mouth (1979)